# Kabina prysznicowa
Kabina prysznicowa – wydzielona część łazienki, służąca utrzymaniu wody w strefie prysznica. Składa się ze ścianek stałych oraz drzwi. Jest alternatywą dla zasłonek, dzięki czemu łatwiej utrzymać czystość.

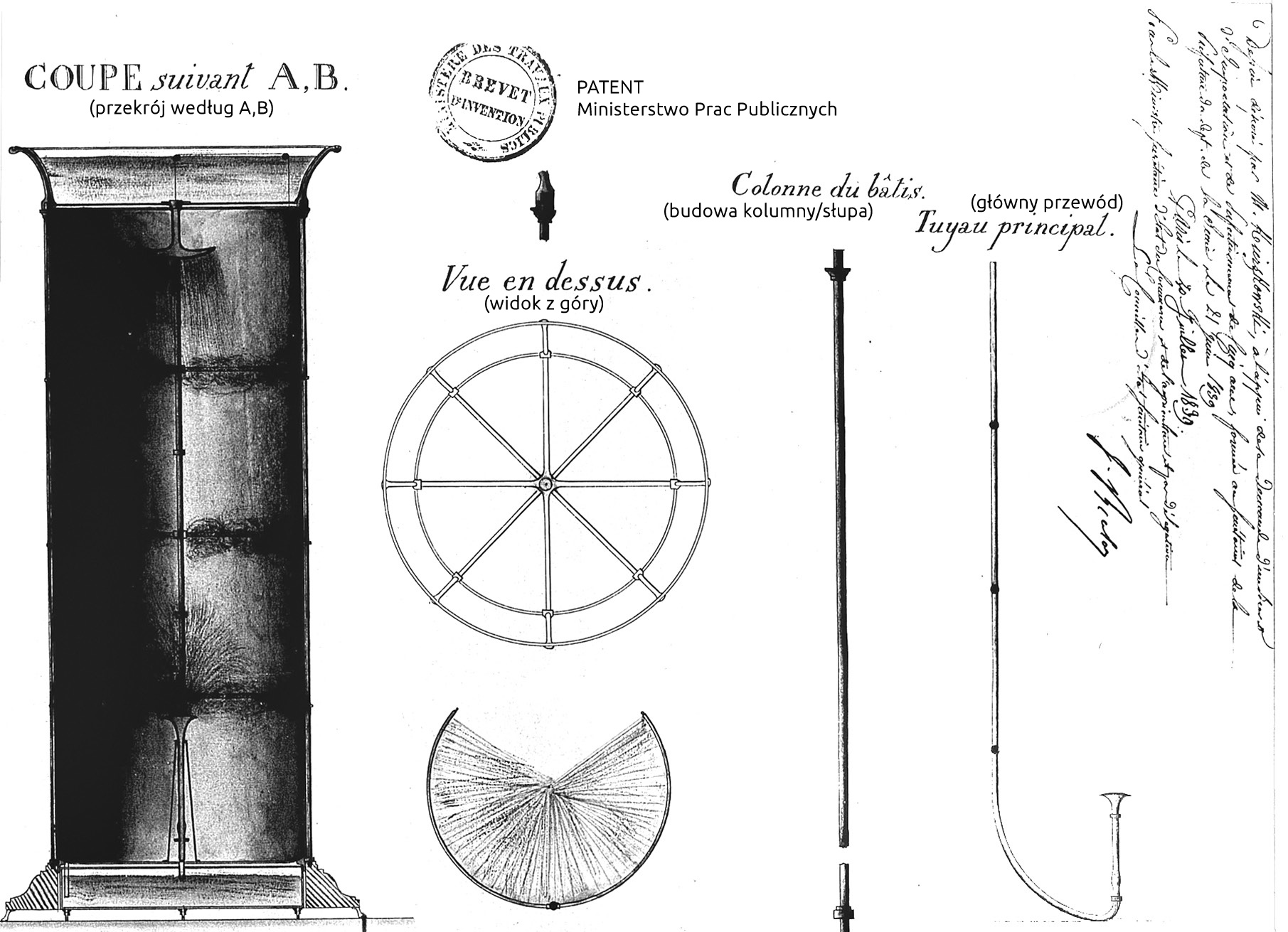
Kabina prysznicowa A. E. Kierzkowskiego wg rys. w memoriale patentowym z 1839 r.

Kabina prysznicowa została wynaleziona i opatentowana w 1839 roku przez Aleksandra Edwarda Kierzkowskiego – polskiego emigranta, inżyniera budownictwa i posła pierwszej kanadyjskiej Izby Gmin Kanady.